# The Age of the Understatement
The Age of the Understatement (укр. «Вік применшення») — перший студійний альбом британського інді-рок-супергурту The Last Shadow Puppets, що вийшов у 2008 році.
The Last Shadow Puppets — це сторонній проєкт Алекса Тернера (Arctic Monkeys) та Майлза Кейна (The Rascals). Британські музиканти затоваришували під час спільних гастролей та вирішили записати декілька пісень, надихаючись творчістю Скотта Вокера кінця 1960-х років. Разом з продюсером останнього альбому Arctic Monkeys Джеймсом Фордом вони записали дванадцять пісень, до яких додав оркестрові аранжування канадський музикант Оуен Паллетт (Arcade Fire, Final Fantasy).
Платівка The Age of the Understatement вийшла у 2008 році та отримала схвальні відгуки критиків та слухачів. Епічні оркестрові аранжування зробили альбом схожим на саундтреки до спагеті-вестернів або «Бондіани», вокальна взаємодія Тернера та Кейна нагадувала пісні The Beatles або The Beach Boys, а в текстах пісень часто зустрічався образ фатальної жінки.
The Age of the Understatement визнали одним з найкращих альбомів 2008 року в Великій Британії, а The Last Shadow Puppets — відкриттям року. Платівка дебютувала на першому місті в британському хіт-параді, а у 2016 році стала «платиновою» із понад 300 тис. проданих примірників.

## Історія створення

### Виникнення гурту
| Алекс Тернер               |  | Майлз Кейн |
| Алекс Тернер та Майлз Кейн |  |            |

Засновниками проєкту The Last Shadow Puppets стали британські музиканти Алекс Тернер та Майлз Кейн. В середині 2000-х років Тернер був вокалістом та фронтменом шеффілдського рок-гурту Arctic Monkeys, а Кейн грав на гітарі у ліверпульському інді-рок-колективі The Little Flames. У 2006 році вийшов дебютний альбом Arctic Monkeys Whatever People Say I Am, That's What I'm Not, який став найбільш продаваною дебютною платівкою в історії британської музики та приніс гуртові нагороду Mercury Prize. Куди менш відомі The Little Flames грали на розігріві у зіркового колективу, але вважалися одними з їхніх найкращих друзів; зокрема, у 2006 році Arctic Monkeys випустили кавер-версію пісні The Little Flames «Put Your Dukes Up, John» на другій стороні свого синглу «Leave Before the Lights Come On», а у 2007 році Майлз Кейн своєю чергою зіграв на гітарі у пісні «505» з альбому Favourite Worst Nightmare. В травні 2007 року вокалістка The Little Flames Єва Петерсен залишила гурт, а решта музикантів заснували тріо The Rascals.
Алекс Тернер та Майлз Кейн затоваришували ще під час спільних гастролей. Коли у 2006 році Arctic Monkeys залишив бас-гітарист Енді Ніколсон, Тернер навіть запрошував Кейна приєднатися до колективу, але той відмовився. Після виходу другої платівки Arctic Monkeys музиканти зідзвонилися, зустрілися та вирішили спробувати написати щось разом. З'ясувалося, що молодих артистів об'єднувала любов до музики 1960-х років. Згадуючи пісню «Jacky» у виконанні Скотта Вокера, вони сказали один одному: «Уяви, якби ми зробили щось подібне в нашому віці?» Так з'явилася ідея стороннього проєкту, не схожого на творчість основних гуртів Тернера та Кейна, де музиканти могли би віддати шану творчості Скотта Вокера та Сержа Генсбура.

### Запис альбому
Автори пісень: Алекс Тернер та Майлз Кейн

Виконавці: Алекс Тернер, Майлз Кейн та Джеймс Форд

Продюсер: Джеймс Форд

Звукоінженер: Джиммі Робертсон

Аранжувальник та диригент: Оуен Палетт

Виконавець: London Metropolitan Orchestra

Запис оркестру: Стів Макглафлін

Зведення: Джеймс Форд та Річард Вудкрафт

Менеджмент: Ян Макендрю та Джефф Баррадейл

Фото на обкладинці: Сем Хаскінс

Фото музикантів: Дейрдра О'Каллахан

Дизайн: Метью Купер, із подякою Джейсону Евансу
У серпні 2007 року Алекс Тернер та Майлз Кейн вирушили до студії Black Box на півночі Франції. До дуету музикантів приєднався засновник гурту Simian Mobile Disco Джеймс Форд та звукоінженер Джиммі Робертсон, які нещодавно разом працювали над альбомом гурту Klaxons. Форд став продюсером нового альбому супергурту, а також його барабанщиком, в той час, як партії гітар, бас-гітар та вокалу були виконані Тернером і Кейном. Третину всього матеріалу написав Тернер, ще третину — Кейн, а решту вони написали та допрацювали спільними зусиллями. Протягом двох тижнів гурт записав дванадцять пісень, більшу частину з яких, за словами Майлза Кейна — «практично наживо» (з мінімумом овердабінгу).
Канадський музикант Оуен Паллетт, який записував та аранжував струнні для гурту Arcade Fire, а також виступав сольно під псевдонімом Final Fantasy, написав оркестрові аранжування для всіх пісень з альбому та виконав їх разом з лондонським оркестром London Metropolitan Orchestra, виступивши в ролі диригента. Спочатку в студії British Grove Studio записали партії мідних духових інструментів, а потім — струнні. Студійну роботу закінчили наприкінці 2007 року, а на початку 2008 року альбом звели в іншій лондонській студії RAK Studios.

## Зміст альбому

### Назва та обкладинка
Закінчивши роботу над альбомом, музиканти ще не мали гадки, як саме буде називатися їхній гурт. Коли в січні 2008 року про співпрацю лідерів Arctic Monkeys та The Rascals стало відомо журналістам, цей проєкт тимчасово називали просто «Turner and Kane» (укр. «Тернер та Кейн»). Вже у лютому Майлз Кейн повідомив, що гурт отримав назву «The Last Shadow Puppets» (укр. «Останні тіньові ляльки»). Він пояснив її походження так: «Наша подруга розмовляла телефоном, лежачи у своєму ліжку, і робила ляльок з тіней на стіні. Ми подумали, що це буде гарна назва, та додали артикль „The“, щоб зробити її це драматичнішою».
Ще коли Алекс Тернер та Майлз Кейн обговорювали можливу співпрацю, вони жартували, що на обкладинці майбутнього альбому мають бути зображені вони вдвох, одягнені в білі «водолазки», а також сигарета, що димить на фортепіано. Врешті-решт фотографії музикантів в білих гольфах дійсно з'явилися на альбомі, але всередині його буклету. Обкладинкою ж стала фотографія Сема Хаскінса «Гілл у чорних панчохах», вперше опублікована в книзі «П'ять дівчат» у 1962 році. Алекс Тернер побачив цю світлину у своєї подруги, дизайнерки Алекси Чунг, та вирішив використати як обкладинку платівки. Інше фото з тієї ж книги — «Гілл у розмові № 2» — стало ілюстрацією для синглу «Standing Next To Me». Весь альбом назвали по першій пісні — «The Age of the Understatement» (укр. «Вік применшення»), запланувавши його вихід на 21 квітня 2008 року.

### Музика та тексти

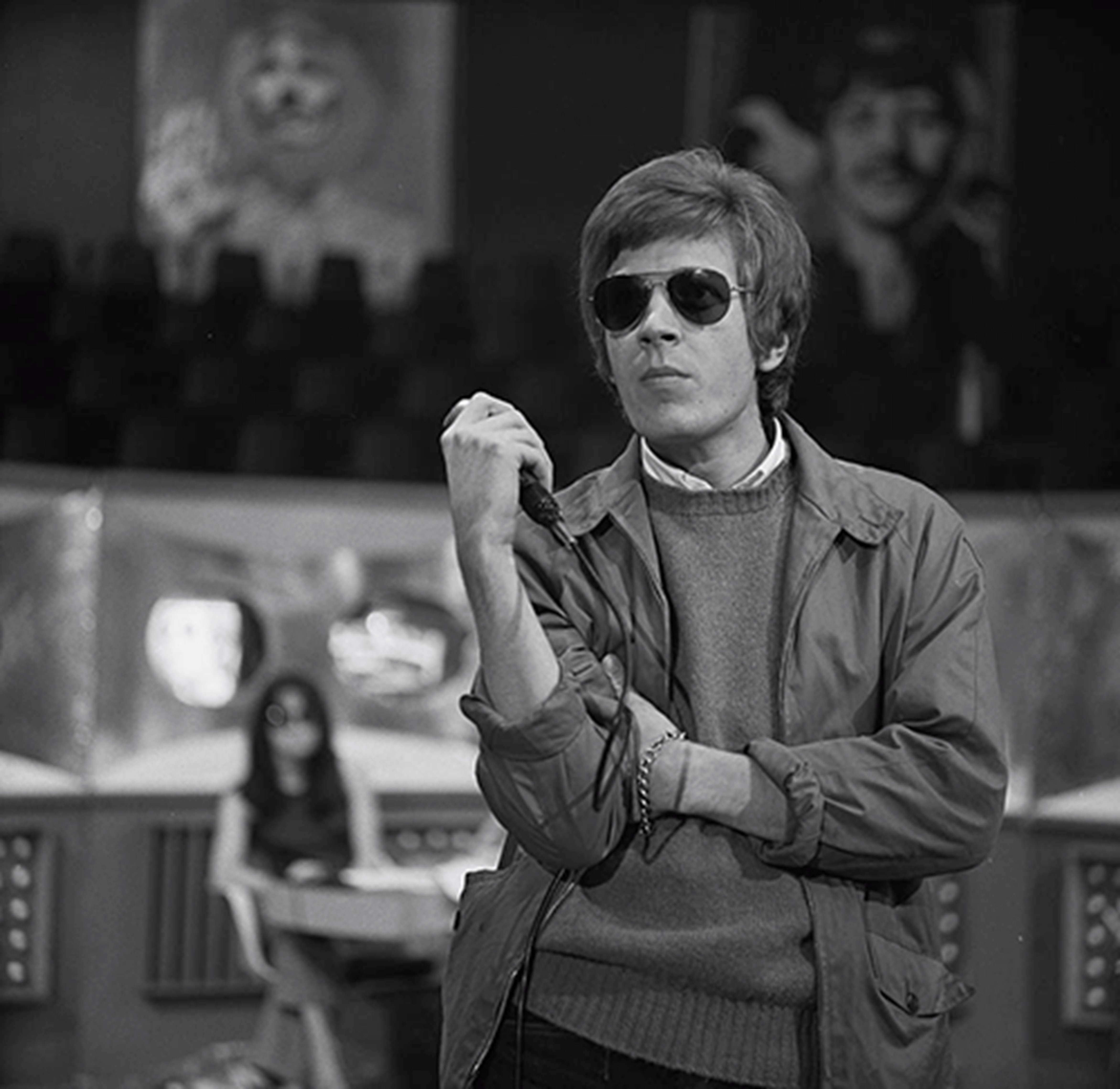
Джерелом натхнення музикантів були пісні Скотта Вокера кінця 1960-х років

Тернер та Кейн описували свій альбом як «12 повнокровних пісень, сміливих та яскравих, сповнених драматизму, дотепу та мелодій, що беруть джерело у минулому, але не впадають у пастиш», вказуючи джерелом натхненням Скотта Вокера, раннього Девіда Бові, Девіда Аксельрода та багатьох інших музикантів минулого. Нові пісні були радше схожими на оркестровий поп, характерний для кінця 1960-х — початку 1970-х років, аніж на британський рок, який виконували Arctic Monkeys та The Rascals. Музичні оглядачі вважали їх дуже «кінематографічними» та неодноразово порівнювали із музикою Енніо Моріконе, написаною для спагеті-вестернів, або епічними саундтреками до фільмів про Джеймса Бонда. «Поверненню до 1966 року» сприяв вибір музичних інструментів, серед яких орган Гаммонда, електрогітари з ефектом тремоло, барабани маріачі, бриньчання акустичних гітар та оркестрові аранжування з використанням струнних та духових. The Last Shadow Puppets були не першими музикантами британської інді-сцени, на яких вплинула творчість Скотта Вокера; до цього схожі мотиви були присутні в пізніх альбомах Suede, Pulp та Belle and Sebastian. Серед інших виконавців, з якими порівнювали музику The Last Shadow Puppets — The Zombies, Love, Нік Кейв, The Mamas & the Papas, Роббі Вільямс, Лало Шифрін, Джон Баррі, Лі Хезлвуд.
Однією з особливостей альбому стала вокальна взаємодія Тернера та Кейна. Музиканти співають то по черзі, то в унісон, то виконують мелодичні гармонії. «Ви можете відрізнити наші голоси, але не зможете зрозуміти, коли ми змінюємо один одного. Ви просто не помітите, коли один з нас замовчить, а інший вступить замість нього», — пояснював Алекс Тернер. Писали, що Тернер та Кейн звучали як брати, а поєднання їхніх голосів порівнювали із The Beatles або The Beach Boys. Співаки по черзі розказували фрагменти однієї історії, що відповідало тому, як створювалися ці пісні, коли ідеї одного з друзів підхоплював інший та навпаки. Молодий вік співаків та їхні незрілі голоси стали одним з чинників, які, на думку музичних оглядачів, відрізняли The Age of the Understatement від «дорослих» попхітів 1960-х.
Ключовим ліричним образом альбому, який зустрічався у більшості пісень, стала фатальна жінка. Алекс Тернер визнавав, що не усвідомлював цього, аж доки не послухав вже готову платівку: «Я помітив, що ми вживаємо слово „вона“ аж занадто часто. Все зосереджено навколо однієї дівчини, яка розбиває серця». На сайті Blender зауважили, що Тернер та Кейн «по черзі описують зграю диявольських жінок, які отримують задоволення від встромляння каблуків у молоді хлопчачі серця». Типовими темами пісень були гіркі романтичні стосунки або любовний трикутник, а їхніми героями — то «дівчина з багатьма різними стратегіями», то «невблаганний мародер». І хоча тексти Тернера вважали більш зрілими, аніж в Arctic Monkeys, через декілька років співак визнав, що деякі з них були доволі дурними.

### Пісні
Автори музики та слів: Алекс Тернер, Майлз Кейн.
| #     | Назва                           | Тривалість |
| ----- | ------------------------------- | ---------- |
| 1.    | «The Age of The Understatement» | 3:07       |
| 2.    | «Standing Next to Me»           | 2:18       |
| 3.    | «Calm Like You»                 | 2:26       |
| 4.    | «Separate and Ever Deadly»      | 2:38       |
| 5.    | «The Chamber»                   | 2:37       |
| 6.    | «Only the Truth»                | 2:44       |
| 7.    | «My Mistakes Were Made for You» | 3:04       |
| 8.    | «Black Plant»                   | 3:59       |
| 9.    | «I Don't Like You Anymore»      | 3:05       |
| 10.   | «In My Room»                    | 2:29       |
| 11.   | «The Meeting Place»             | 3:55       |
| 12.   | «Time Has Come Again»           | 2:22       |
| 34:44 |                                 |            |

Альбом складається з дванадцяти невеликих композицій, середньою довжиною дві з половиною хвилини, і триває трохи довше ніж пів години. Хоча всі пісні витримані у схожій стилістиці, на зміну швидким та енергійним композиціям приходять більш повільні, а між урочистими оркестровими програшами з'являються гітарні соло.
Відкриває платівку епічна заголовна композиція «The Age of the Understatement» (укр. «Вік применшення»), яка нагадує саундтрек до сцени погоні зі спагеті-вестерну, виконана під акомпанемент стрімких барабанів із програшами на гітарі з тремоло. За нею йде більш спокійна «Standing Next to Me» (укр. «Стоїть поруч зі мною»), оркестрова попкомпозиція про класичний любовний трикутник, витримана в стилістиці бібопа 1950-х років. У «Calm Like You» (укр. «Спокійний, як ти»), чий вальсовий ритм супроводжується джазовими фанфарами, розповідається про чоловіка, який потрапив у пастку хитрої жінки. «Separate and Ever Deadly» (укр. «Одинокий та як ніколи смертоносний») поєднує акомпанемент військових барабанів, несподівані паузи та зміни темпу та розповідає про неминучий розрив стосунків. Гурт знову заспокоюється на пісні «The Chamber» (укр. «Камера»), героїня якої — фатальна жінка, що опинилася «зачиненою всередині власної кімнати». Завершальна композиція першої частини альбому — «Only the Truth» (укр. «Тільки правда») — поєднує сучасний рок та класичну музику; її порівнювали із піснею Arctic Monkeys, до якої додали струнне аранжування.
Друга сторона платівки починається з одночасно сумної та оптимістичної пісні «My Mistakes Were Made for You» (укр. «Мої помилки були зроблені для тебе»), що неодноразово порівнювалась з вокерівською «The Old Man's Back Again». Наступна композиція «Black Plant» (укр. «Чорна рослина») побудована навколо фрази «Він робить паперові фігурки з листів, які ти ніколи йому не надіслала» та закінчується сумною інструментальною кодою. Після цього йде «I Don't Like You Anymore» (укр. «Ти мені більше не подобаєшся»), в якій одну й ту ж фразу — «Ти мені більше не подобаєшся» — по черзі повторюють спокійний Тернер та агресивний Кейн, змінюючи стиль та темп композиції. В центрі атмосферної «In My Room» (укр. «У моїй кімнаті») — симфонічний оркестр, а голоси Кейна з Тернером підсилюють її емоційне напруження. Музика до «Meeting Place» (укр. «Місце зустрічі») вважалася чи не найпіднесенішою на альбомі, попри сумний текст про стосунки, які автор намагається стерти з пам'яті. Завершальна «Time Has Come Again» (укр. «Знову час настав»), в якій герой Алекса Тернера прощається зі своєю коханою, виконується під акомпанемент акустичної гітари, до якої лише в середині доєднуються струнні.

## Вихід альбому

### Сингли та відео
1. The Age Of The Understatement на YouTube
2. Standing Next to Me на YouTube
3. My Mistakes Were Made For You на YouTube

Першим синглом з альбому стала заголовна пісня «The Age of the Understatement», що вийшла 14 квітня 2008 року. Відеокліп на неї, знятий в Росії, містить кадри із хором військових, танками на засніженому полі, прогулянкою нічним містом, катанням на ковзанці та православним священником у церкві. Для сторони Б синглу, що вийшов на 7-дюймових платівках, компакт-дисках та в цифровому форматі, обрали пісню «Two Hearts in Two Weeks», а також кавер-версії «In the Heat of the Morning» Девіда Бові та «Wondrous Place» Біллі Ф'юрі.
Альбом The Age of the Understatement вийшов на лейблі Domino Records 21 квітня 2008 року у Великій Британії та 6 травня — у США. Окрім цього, на сайті гурту розмістили документальне відео, зняте під час перебування Тернера та Кейна в Москві.
7 червня 2008 року видано другий сингл з альбому, пісню «Standing Next to Me». Відеокліп на пісню був знятий режисером Річардом Айоаді в Лондоні. Бі-сайдами до синглу вийшли пісні «Gas Dance», «Sequels» та «Hang the Cyst».
Третій і останній сингл «My Mistakes We Made For You» вийшов 20 жовтня 2008 року. Відеокліп на пісню зняв той самий Річард Айоаді в студії Pinewood. На стороні Б гурт випустив концертну версію власної «Separate and Ever Deadly», а також живі кавер-версії пісень «Paris Summer» дуету Лі Хазлвуда і Ненсі Сінатри, виконану разом з Елісон Моссхарт, та «My Little Red Book» Берта Бакарака та рок-гурту Love. Версія синглу для США окрім цього містила чотири акустичні версії пісень The Last Shadow Puppets, записані наживо в Нью-Йорку.

### Концертний тур

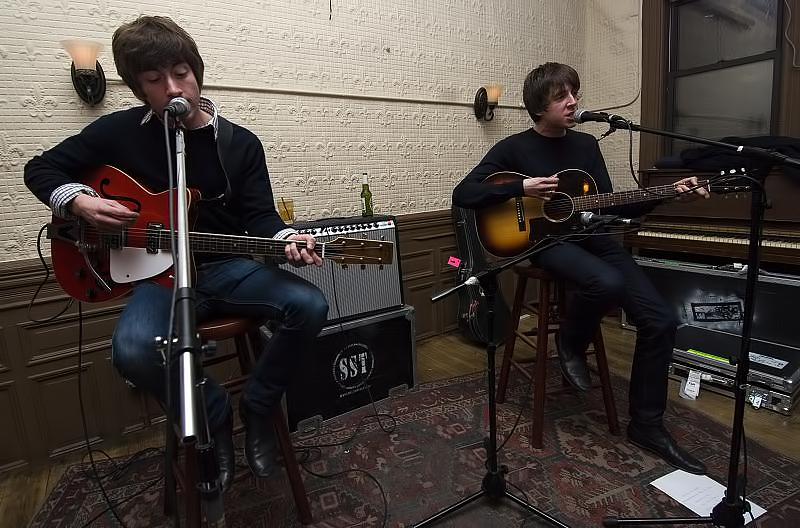
Дебютний виступ гурту в магазині «Sound Fix», 4 березня 2008

Дебютний виступ The Last Shadow Puppets відбувся в Нью-Йорку 4 березня 2008 року. Алекс Тернер та Майлз Кейн виконали акустичну програму з восьми пісень в бруклінському музичному хабі Sound Fix. Наступного дня дует відіграв другий концерт в магазині Cake Shop, але цього разу музиканти постали перед технічними труднощами та закінчили виступ після семи пісень через погану якість звучання. У рідній Британії The Last Shadow Puppets вперше виступили 5 квітня 2008 року: в лондонській Lock Tavern, де святкувала день народження їхня подруга Ремі Ніколь, дует виконав пісні «Meeting Place» та «Standing Next to Me».

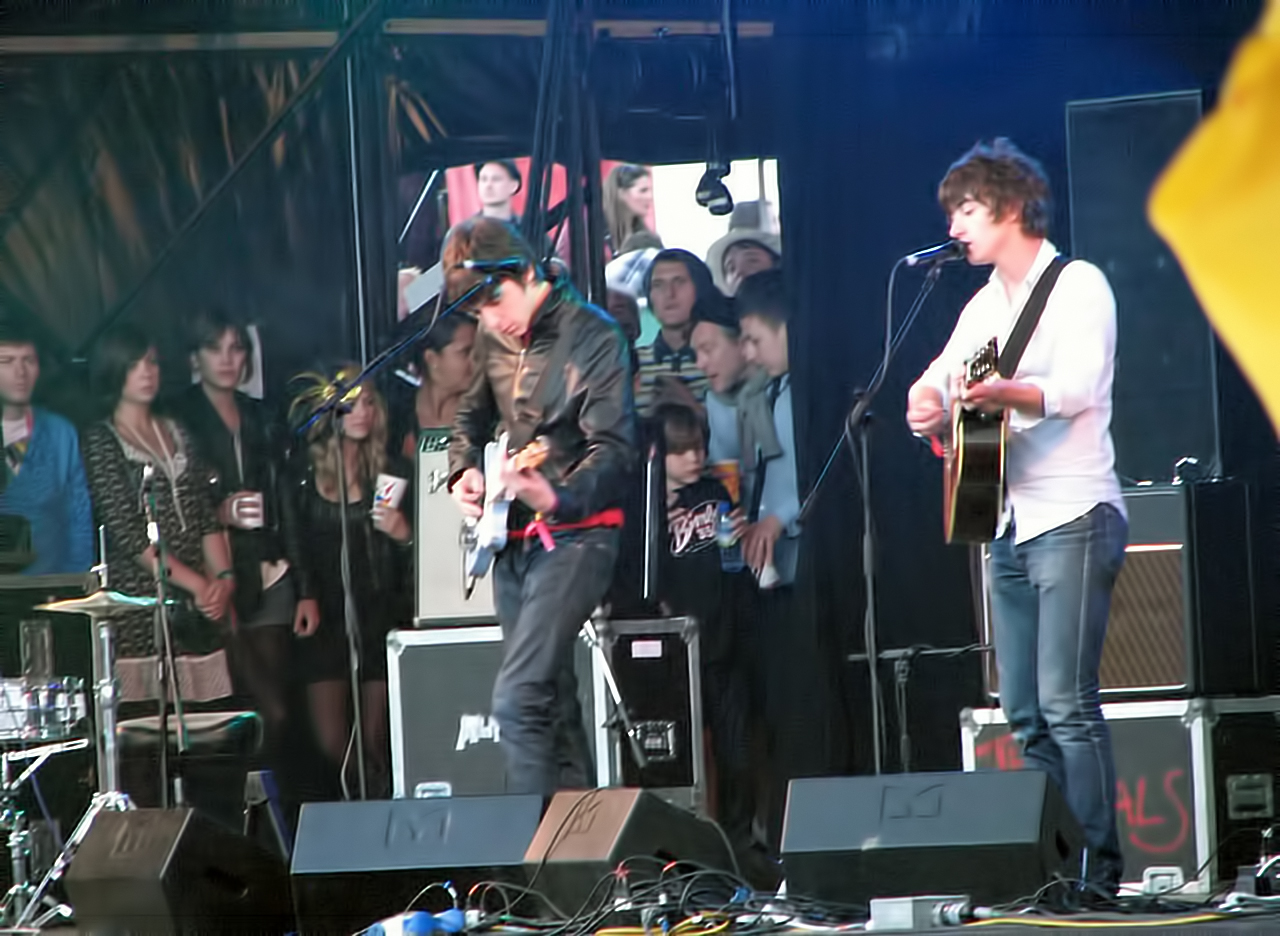
«The Last Shadow Puppets» на фестивалі «Гластонбері»

28 червня 2008 року The Last Shadow Puppets неочікувано взяли участь у фестивалі «Гластонбері». Тернер та Кейн розпочали концерт удвох, а після перших двох пісень до них доєднався клавішник. На композиції «The Age of the Understatement» до тріо додався барабанщик Arctic Monkeys Метт Гелдерс, а під час виконання кавер-версії Біллі Ф'юрі «Wondrous Place» гітарне соло зіграв фронтмен The Racounteurs Джек Вайт. Майлз Кейн пізніше розповів, що музиканти домовилися із Вайтом прямо перед концертом та увімкнули йому власну пісню на iPod, щоб той міг її вивчити.
Офіційний тур на підтримку альбому розпочався в серпні 2008 року та складався з двох частин: спочатку п'ять виступів з 19 по 26 серпня в Великій Британії та Парижі, в тому числі на великих фестивалях в Лідсі та Редінгу, а потім ще десять — з 15 жовтня по 3 листопада — в Європі та США. Під час офіційного туру музиканти виступали разом з симфонічним оркестром. Останнє шоу відбулося 3 листопада в Лос-Анджелесі, після чого Тернер та Кейн повернулися до своїх основних гуртів.

## Реакція

### Критичні відгуки
У більшості музичних видань дебютну пластинку The Last Shadow Puppets сприйняли позитивно. На сайтах AllMusic, NME та The Guardian вона отримала чотири зірки з п'яти. Хізер Фарес (AllMusic) назвала The Age of the Understatement одним з тих «рідкісних птахів», коли сторонні проєкти музикантів видаються більш амбітними, аніж їхні основні колективи. Редактори NME зауважили, що як для двох тижнів дружніх розваг, цей альбом став видатним здобутком, «сучасним відродженням архаїчної, мертвої музичної мови». З іншого боку, Сем Вулфсон (The Guardian) нарікнув на те, що музиканти «не змогли перетворити музичну досконалість на культурну значущість». Баррі Дівола (Entertainment Weekly) обрав для платівки оцінку «B+», також відзначивши амбітність намірів двох двадцятирічних інді-рокерів. На сайті PopMatters альбом отримав оцінку «8,0»: «Чи треба його купувати? Звичайно, бо це чудова колекція пісень. І це я применшую» — залишив свій відгук Пабло Амор. Марк Хоган з Pitchfork оцінив альбом на 7,7 бала, назвавши його «надзвичайно яскравим пастишем на симфонічний поп 1960-х років».
У виданнях Rolling Stone та Blender альбом отримав середні оцінки — три зірки з п'яти. Джоді Розен назвала новий проєкт Алекса Тернера «безсоромною ностальгічною подорожжю, хоча й переконливою», а Раян Домбал — «екстравагантними хлопчачими гімнами». В журналах Paste Magazine, Spin та Billboard рецензії на The Age of the Understatement залишилися без оцінок. Бад Скоппа припустив, що запис не зацікавить більшість шанувальників Arctic Monkeys; Мікаель Вуд звернув увагу на «старовинну романтику, яка замінила цинізм» основного гурту Алекса Тернера; Марк Сазерленд пожартував, що «місячне сяйво (гра слів від англ. Moonlightning — дослівно „місячне сяйво“, але також „праця на додатковому місці роботи, особливо поза звичним робочим часом ввечері чи вночі“) не було таким веселим з тих часів, коли у Брюса Вілліса ще було волосся».
Найгірші оцінки — дві зірки з п'яти — The Age of the Understatement отримав у виданнях Uncut та NOW Magazine. Пол Муді припустив, що Алекс Тернер загубив свої мелодичні таланти, записуючи другий альбом Arctic Monkeys, але лише тому, що зберігав їх для цього сайд-проєкту. Нарешті, Тім Перліх різко звинуватив Тернера в тому, що «його прагнення перевищують можливості», та резюмував: «Коли посередні таланти стають мегабагатими, ми всі страждаємо».

### Нагороди та номінації
The Age of the Understatement висунули на здобуття престижної британської нагороди Mercury Prize як найкращий альбом року. Для Алекса Тернера це стало третьою поспіль номінацією, після перемоги у 2006 році з дебютним альбомом Arctic Monkeys Whatever People Say I Am, That's What I'm Not та програшу наступного року з альбомом Favourite Worst Nightmare. Цього разу платівка змагалася з дебютними альбомами Адель та Лори Марлінг, але переможцем стала четверта платівка Elbow The Seldom Seen Kid.
The Last Shadow Puppets отримали дві номінації на премію Mojo Awards в категоріях «Прорив року» та «Найкраща пісня» («The Age of the Understatement»). На доданок до цих двох номінацій, Алекс Тернер отримав ще дві з основним гуртом Arctic Monkeys — «Найкращий альбом» та «Найкращий живий виступ». В результаті The Last Shadow Puppets визнали проривом року. Схожу відзнаку гурт отримав від організаторів премії Q Awards, де їх визнали «Найкращим новим гуртом».
«My Mistakes Were Made For You» визнали найкращим кліпом року за версією журналу New Musical Express, а «The Age of the Understatement» нагородили премією UK Music Video Awards в категорії «Найкраща операторська робота в відео». Пісню «My Mistakes Were Made For You» висунули на отримання нагороди Айвора Новелло в номінації «Найкраща пісня з погляду музики та лірики», де вона поступилася «One Day Like This» гурту Elbow.

### Місця в чартах
The Age of the Understatement дебютував на першому місці в британському хіт-параді альбомів. Платівка стала п'ятим релізом незалежного лейблу Domino Records, який очолив національний альбомний чарт за останні два з половиною роки: до цього подібне досягнення двічі підкорилося іншим гуртам лейблу, Franz Ferdinand та Arctic Monkeys. Також The Age of the Understatement став п'ятим за 2008 рік дебютним альбомом, який посів першу сходинку національного чарту Великої Британії, слідом за платівками Емі Макдональд, Scouting for Girls, Адель та Даффі.
| Тижневий чарт (2008)                         | Найвища позиція |
| -------------------------------------------- | --------------- |
| Австралія Australian Albums (ARIA)           | 30              |
| Бельгія Belgian Albums (Ultratop Flanders)   | 4               |
| Бельгія Belgian Albums (Ultratop Wallonia)   | 39              |
| Данія Danish Albums (Hitlisten)              | 23              |
| Нідерланди Dutch Albums (MegaCharts)         | 12              |
| Франція French Albums (SNEP)                 | 18              |
| Німеччина German Albums (Offizielle Top 100) | 42              |
| Італія Italian Albums (FIMI)                 | 56              |
| Норвегія Norwegian Albums (VG-lista)         | 23              |
| Іспанія Spanish Albums (PROMUSICAE)          | 66              |
| Швеція Swedish Albums (Sverigetopplistan)    | 34              |
| Велика Британія UK Albums (OCC)              | 1               |
| США Billboard 200                            | 111             |

| Річний чарт (2008)                 | Позиція |
| ---------------------------------- | ------- |
| Belgian Albums (Ultratop Flanders) | 62      |
| French Albums (SNEP)               | 102     |
| UK Albums (OCC)                    | 70      |

### Продажі та сертифікація
У Британії менш ніж за місяць з моменту виходу The Age of the Understatement було продано понад 100 тис. примірників альбому, за що 16 травня 2008 року він отримав «золоту» сертифікацію BPI. У 2016 році платівка стала «платиновою» (300 тис.) Станом на 2022 рік загальний обсяг продажів альбому перевищував 330 тис. примірників.
| Регіон                | Сертифікація | Продажі |
| --------------------- | ------------ | ------- |
| Велика Британія (BPI) | Платиновий   | 300,000 |